# Lijst van rijksmonumenten in Nieuwegein
De plaats en gemeente Nieuwegein telt 101 inschrijvingen in het rijksmonumentenregister, hieronder een (niet compleet) overzicht.
| Object | Oorspronkelijke functie?  | Bouwjaar                             | Architect                              | Locatie                                 | Coördinaten?                | Nr.?   | Afbeelding                                                                                     |
| --- | ------------------------- | ------------------------------------ | -------------------------------------- | --------------------------------------- | --------------------------- | ------ | ---------------------------------------------------------------------------------------------- |
| Restaurant | Gerechtsgebouw            | 18e eeuw                             |                                        | Herenstraat 18                          | 52° 2' 15" NB, 5° 5' 40" OL | 30394  | Meer afbeeldingen                                                                              |
| Pand met gepleisterde trapgevel | Woonhuis                  | 17e eeuw                             |                                        | Herenstraat 19                          | 52° 2' 15" NB, 5° 5' 41" OL | 30395  | Meer afbeeldingen                                                                              |
| Pand met gepleisterde ingezwenkte gevel, afgedekt door houten kroonlijst                                                                       | Woonhuis                  | waarschijnlijk 18e eeuw              |                                        | Herenstraat 37-38                       | 52° 2' 13" NB, 5° 5' 39" OL | 30396  | Meer afbeeldingen                                                                              |
| Woning en smederij | Woonhuis                  | 18e eeuw                             |                                        | Herenstraat 48                          | 52° 2' 9" NB, 5° 5' 37" OL  | 30397  | Meer afbeeldingen                                                                              |
| Pand met rechte kroonlijst | Werk-woonhuis             | 18e eeuw                             |                                        | Herenstraat 12                          | 52° 2' 17" NB, 5° 5' 42" OL | 30398  | Meer afbeeldingen                                                                              |
| Pand met ingangspartij, houten deuromlijsting                                                                                                  | Woonhuis                  | 19e eeuw                             |                                        | Herenstraat 14                          | 52° 2' 17" NB, 5° 5' 42" OL | 30399  | Meer afbeeldingen                                                                              |
| Pand met rechte kroonlijst | Werk-woonhuis             | 18e eeuw                             |                                        | Herenstraat 10-11                       | 52° 2' 17" NB, 5° 5' 43" OL | 30400  | Meer afbeeldingen                                                                              |
| Pand met gevel met rechte kroonlijst en ingangspartij                                                                                          | Woonhuis                  |                                      |                                        | Herenstraat 8                           | 52° 2' 18" NB, 5° 5' 43" OL | 30401  | Meer afbeeldingen                                                                              |
| Pand met gevel met rechte kroonlijst en ingangspartij                                                                                          | Woonhuis                  |                                      |                                        | Herenstraat 7                           | 52° 2' 18" NB, 5° 5' 44" OL | 30402  | Meer afbeeldingen                                                                              |
| Begraafplaats Kerkveld | Begraafplaats en -onderdl |                                      |                                        | Kerkveld 47                             | 52° 2' 12" NB, 5° 5' 7" OL  | 30403  | Meer afbeeldingen                                                                              |
| NH kerk | Kerk en kerkonderdeel     | 1819                                 |                                        | Nedereindseweg 3                        | 52° 2' 15" NB, 5° 5' 37" OL | 30404  | Meer afbeeldingen                                                                              |
| Boerderij 'De Batau', dwarshuis met riet gedekt                                                                                                | Boerderij                 |                                      |                                        | Nedereindseweg 403                      | 52° 2' 8" NB, 5° 4' 42" OL  | 30405  | Meer afbeeldingen                                                                              |
| Boerderij, dwarshuis, met riet gedekt, 19e eeuw met delen van ouder gebouw                                                                     | Boerderij                 | 19e eeuw, gedeeltelijk 17e eeuw      |                                        | Nedereindseweg 405                      | 52° 2' 21" NB, 5° 4' 11" OL | 30406  | Meer afbeeldingen                                                                              |
| Statige boerderij, dwarshuis, gevel met rechte kroonlijst in topgevel eindigend, dak met pannen gedekt                                         | Boerderij                 | 18e eeuw                             |                                        | Nedereindseweg 10-12                    | 52° 2' 17" NB, 5° 5' 35" OL | 30409  | Meer afbeeldingen                                                                              |
| Pastorie | Kerkelijke dienstwoning   | 17e eeuw                             |                                        | Nedereindseweg 112-114                  | 52° 2' 19" NB, 5° 5' 11" OL | 30410  | Meer afbeeldingen                                                                              |
| Zuilenstein | Boerderij                 | 17e eeuw                             |                                        | Nedereindseweg 116                      | 52° 2' 19" NB, 5° 5' 10" OL | 30411  | Meer afbeeldingen                                                                              |
| Boerderij, gepleisterd dwarshuis | Boerderij                 | 17e eeuw                             |                                        | Nedereindseweg 302                      | 52° 2' 22" NB, 5° 4' 37" OL | 30412  | Meer afbeeldingen                                                                              |
| Boerderij, gepleisterd dwarshuis, met riet gedekt, vormbomen                                                                                   | Boerderij                 | 17e eeuw                             |                                        | Nedereindseweg 502                      | 52° 2' 29" NB, 5° 3' 49" OL | 30413  | Meer afbeeldingen                                                                              |
| St. Nicolaaskerk | Kerk en kerkonderdeel     | 1874-1875                            | Alfred Tepe                            | Utrechtsestraatweg 6                    | 52° 2' 23" NB, 5° 5' 47" OL | 30422  | Meer afbeeldingen                                                                              |
| Toegangshek | Erfscheiding              |                                      |                                        | Utrechtsestraatweg bij 8                | 52° 2' 25" NB, 5° 5' 47" OL | 30423  | Meer afbeeldingen                                                                              |
| Boerderij, dwarshuis, met riet gedekt | Boerderij                 | 17e eeuw                             |                                        | Utrechtsestraatweg 11                   | 52° 2' 31" NB, 5° 5' 53" OL | 30425  | Meer afbeeldingen                                                                              |
| De Doorslag | Woonhuis                  | 19e eeuw                             |                                        | Herenstraat 73-74                       | 52° 1' 57" NB, 5° 5' 25" OL | 30426  | Meer afbeeldingen                                                                              |
| Pand met lijstgevel, terzijde in topgevels eindigend                                                                                           | Woonhuis                  |                                      |                                        | Dorpsstraat 54                          | 52° 0' 14" NB, 5° 5' 40" OL | 30428  | Meer afbeeldingen                                                                              |
| Dorpskerk | Kerk en kerkonderdeel     | 1682                                 |                                        | Molenstraat 11                          | 52° 0' 14" NB, 5° 5' 39" OL | 30429  | Meer afbeeldingen                                                                              |
| Sluiswachterswoning | Dienstwoning              | 19e eeuw                             |                                        | Oude Sluis 13                           | 52° 0' 16" NB, 5° 5' 46" OL | 30430  | Meer afbeeldingen                                                                              |
| Balkenloods | Opslag                    | 19e eeuw                             |                                        | Oude Sluis 12                           | 52° 0' 16" NB, 5° 5' 46" OL | 30431  | Meer afbeeldingen                                                                              |
| Rijkshulpschutsluis | Waterkering en -doorlaat  | 1817                                 |                                        | Spuisluis Lekdijk                       | 52° 0' 14" NB, 5° 5' 48" OL | 30432  | Meer afbeeldingen                                                                              |
| Vaartse of Oude Sluis | Waterkering en -doorlaat  | 1821-1824                            | Jan Blanken                            | Vaartse sluis bij de Lek                | 52° 0' 14" NB, 5° 5' 44" OL | 30433  | Meer afbeeldingen                                                                              |
| Oudegeinse molen | Industrie- en poldermolen | 1640/2003                            |                                        | Vreeswijksestraatweg 1                  | 52° 1' 44" NB, 5° 5' 18" OL | 42097  | Meer afbeeldingen                                                                              |
| Boerderij terzijde van het huis Oudegein aan de Doorslag, fraai dwarshuis, terzijde bakhuis, zeer fraai gelegen                                | Boerderij                 | 17e eeuw                             |                                        | Geinoord 12                             | 52° 0' 53" NB, 5° 4' 42" OL | 42098  | Meer afbeeldingen                                                                              |
| Terrein waarin overblijfselen van een vroeg-middeleeuwse kerk                                                                                  | Archeologisch monument    | 9e eeuw                              |                                        |                                         | 52° 2' 13" NB, 5° 5' 7" OL  | 45829  | Terrein waarin overblijfselen van een vroeg-middeleeuwse kerk                                  |
| Barbarakerk | Kerk en kerkonderdeel     | 1909-1910                            | H. Kroes                               | Koninginnenlaan 3                       | 52° 0' 25" NB, 5° 5' 44" OL | 526657 | Meer afbeeldingen                                                                              |
| Pastorie Barbarakerk | Kerkelijke dienstwoning   | 1908                                 | H. Kroes                               | Koninginnenlaan 1                       | 52° 0' 25" NB, 5° 5' 44" OL | 526658 | Pastorie Barbarakerk                                                                           |
| Koninginnensluis | Waterkering en -doorlaat  | 1884-1885                            |                                        | Koninginnensluis                        | 52° 0' 18" NB, 5° 5' 32" OL | 526664 | Meer afbeeldingen                                                                              |
| Emmabrug | Brug                      | 1884-1885                            |                                        | Molenstraat                             | 52° 0' 18" NB, 5° 5' 31" OL | 526672 | Meer afbeeldingen                                                                              |
| Arbeiderswoningen Koninginnensluis | Dienstwoning              | 1882-1884, 1929                      | J. Sizoo                               | Koninginnensluis 1-7                    | 52° 0' 25" NB, 5° 5' 37" OL | 526673 | Arbeiderswoningen Koninginnensluis                                                             |
| Villa Hoog Sandveld | Dienstwoning              | 1904                                 |                                        | Koninginnenlaan 28                      | 52° 0' 28" NB, 5° 5' 39" OL | 526674 | Villa Hoog Sandveld                                                                            |
| Fröbelschool | Welzijn, kunst en cultuur | 1932                                 | Willemse en Van Overhagen              | Dorpsstraat 58                          | 52° 0' 13" NB, 5° 5' 39" OL | 526696 | Fröbelschool                                                                                   |
| Francois Heytink Baesjou Stichting | Onderwijs en wetenschap   | 1894                                 | Alfred Tepe                            | Utrechtsestraatweg 3                    | 52° 2' 22" NB, 5° 5' 45" OL | 526697 | Francois Heytink Baesjou Stichting                                                             |
| Hoofdonderwijzerswoning openbare lagere school Jutphaas                                                                                        | Dienstwoning              | 1883                                 | Albert Nijland                         | Herenstraat.50                          | 52° 2' 8" NB, 5° 5' 35" OL  | 526779 | Hoofdonderwijzerswoning openbare lagere school Jutphaas                                        |
| Stoomfabriek De Batavier | Industrie- en poldermolen | 1888 (oorspronkelijk 18e eeuw)       |                                        | Herenstraat 71A                         | 52° 1' 59" NB, 5° 5' 26" OL | 526780 | Meer afbeeldingen                                                                              |
| Watertoren | Nutsbedrijf               | 1911                                 | F.J. Stulemeyer & cc.                  | Hooglandse Jaagpad 5                    | 52° 0' 58" NB, 5° 4' 21" OL | 526781 | Watertoren                                                                                     |
| Prins Hendrik Internaat/Christelijke School voor Schipperskinderen                                                                             | Onderwijs en wetenschap   | 1915                                 | Marinus Eliza Kuiler                   | Prins Clausstraat 2-52                  | 52° 0' 36" NB, 5° 5' 47" OL | 526811 | Meer afbeeldingen                                                                              |
| Directeurswoning bij het Prins Hendrik Internaat/de Christelijke School voor Schipperskinderen                                                 | Woonhuis                  | 1915                                 | Marinus Eliza Kuiler                   | Prins Hendriklaan 11-12                 | 52° 0' 34" NB, 5° 5' 48" OL | 526812 | Directeurswoning bij het Prins Hendrik Internaat/de Christelijke School voor Schipperskinderen |
| Prinses Beatrixsluizen | Waterkering en -doorlaat  | 1938                                 | J.P. Josephus Jitta en L.S.P. Scheffer | Schalkwijkerwetering/in oostelijke dijk | 52° 0' 54" NB, 5° 6' 38" OL | 526816 | Meer afbeeldingen                                                                              |
| Villa Johanna | Woonhuis                  | 1929                                 | Willem Maas                            | Utrechtsestraatweg 9                    | 52° 2' 30" NB, 5° 5' 52" OL | 526817 | Villa Johanna                                                                                  |
| Huis Oudegein, hoofdgebouw | Kasteel, buitenplaats     | 1633                                 |                                        | Oudegein 1                              | 52° 1' 21" NB, 5° 5' 17" OL | 526904 | Meer afbeeldingen                                                                              |
| Huis Oudegein, tuin en parkaanleg | Tuin, park en plantsoen   | 13e eeuw en later                    |                                        | Oudegein bij 1                          | 52° 1' 20" NB, 5° 5' 16" OL | 526906 | Meer afbeeldingen                                                                              |
| Huis Oudegein, boerderij op Voorburcht | Bijgebouwen kastelen enz. | 16e/17e eeuw                         |                                        | Oudegein 2                              | 52° 1' 20" NB, 5° 5' 16" OL | 526907 | Huis Oudegein, boerderij op Voorburcht                                                         |
| Huis Oudegein, bouwhuis | bijgebouwen kastelen enz. | vermoedelijk 1664-1669               |                                        | Oudegein 4                              | 52° 1' 19" NB, 5° 5' 12" OL | 526908 | Meer afbeeldingen                                                                              |
| Huis Oudegein, toegangshek en brug aan oprit                                                                                                   | Tuin, park en plantsoen   | tweede helft 19e eeuw                |                                        | Oudegein bij 1                          | 52° 1' 21" NB, 5° 5' 17" OL | 526909 | Meer afbeeldingen                                                                              |
| Huis Oudegein, brug en hek naar Voorplein | Tuin, park en plantsoen   | 18e eeuw                             |                                        | Oudegein bij 1                          | 52° 1' 21" NB, 5° 5' 17" OL | 526910 | Meer afbeeldingen                                                                              |
| Huis Oudegein, brug | Ttuin, park en plantsoen  | 19e eeuw                             |                                        | Oudegein bij 1                          | 52° 1' 21" NB, 5° 5' 17" OL | 526911 | Upload foto                                                                                    |
| Huis Oudegein, werkplaats in moestuin | Tuin, park en plantsoen   | 19e eeuw                             |                                        | Oudegein bij 1                          | 52° 1' 21" NB, 5° 5' 17" OL | 526912 | Upload foto                                                                                    |
| Huis Oudegein, stal | Bijgebouwen kastelen enz. | 19e eeuw                             |                                        | Oudegein bij 2                          | 52° 1' 21" NB, 5° 5' 17" OL | 526913 | Upload foto                                                                                    |
| Huis Oudegein, moestuinmuur | Tuin, park en plantsoen   | begin 18e eeuw                       |                                        | Oudegein bij 2                          | 52° 1' 20" NB, 5° 5' 16" OL | 526914 | Upload foto                                                                                    |
| Rijnhuizen: kasteel | Kasteel, buitenplaats     | 1640                                 |                                        | Rond het Fort bij 22                    | 52° 2' 9" NB, 5° 5' 47" OL  | 522604 | Rijnhuizen: kasteel                                                                            |
| Rijnhuizen: historische tuin- en parkaanleg | Tuin, park en plantsoen   | 17e-19e eeuw                         |                                        | Rond het Fort bij 22                    | 52° 2' 11" NB, 5° 5' 48" OL | 522605 | Rijnhuizen: historische tuin- en parkaanleg                                                    |
| Rijnhuizen: brug | Tuin, park en plantsoen   | vermoedelijk 18e eeuw                |                                        | Rond het Fort bij 22                    | 52° 2' 11" NB, 5° 5' 48" OL | 522607 | Rijnhuizen: brug                                                                               |
| Rijnhuizen: noordelijk bouwhuis | Bijgebouwen kastelen enz. | vermoedelijk 17e eeuw                |                                        | Rond het Fort 22                        | 52° 2' 14" NB, 5° 5' 53" OL | 522609 | Rijnhuizen: noordelijk bouwhuis                                                                |
| Rijnhuizen: zuidelijk bouwhuis | Bijgebouwen kastelen enz. | vermoedelijk 17e eeuw                |                                        | Rond het Fort bij 22                    | 52° 2' 9" NB, 5° 5' 47" OL  | 522610 | Rijnhuizen: zuidelijk bouwhuis                                                                 |
| Rijnhuizen: tuinschuur | Tuin, park en plantsoen   | vermoedelijk 19e eeuw                |                                        | Rond het Fort bij 22                    | 52° 2' 14" NB, 5° 5' 53" OL | 529316 | Upload foto                                                                                    |
| Rijnhuizen: brug | Tuin, park en plantsoen   | vermoedelijk 19e eeuw (huidige brug) |                                        | Rond het Fort bij 22                    | 52° 2' 14" NB, 5° 5' 53" OL | 529317 | Upload foto                                                                                    |
| Rijnhuizen: toegangshek | Tuin, park en plantsoen   | midden 18e eeuw                      |                                        | Rond het Fort bij 22                    | 52° 2' 14" NB, 5° 5' 53" OL | 529318 | Rijnhuizen: toegangshek                                                                        |
| Rijnhuizen: theehuisje | Tuin, park en plantsoen   | 1884 (vernieuwd)                     |                                        | Rond het Fort bij 22                    | 52° 2' 14" NB, 5° 5' 53" OL | 529319 | Meer afbeeldingen                                                                              |
| Nieuwe Hollandse Waterlinie Cluster 50 Fort Jutphaas: Fortaanleg en aardwerken                                                                 | Fort, vesting en -onderdl | 1819-1820                            |                                        | Fort Jutphaas 3                         | 52° 2' 15" NB, 5° 6' 0" OL  | 531549 | Meer afbeeldingen                                                                              |
| Fort Jutphaas: Bomvrij wachthuis A. | Bomvrij militair object   | 1846-1848                            |                                        | Fort Jutphaas 3                         | 52° 2' 15" NB, 5° 6' 0" OL  | 531550 | Meer afbeeldingen                                                                              |
| Fort Jutphaas: Bomvrije Remise B. | Bomvrij militair object   | 1846-1848                            |                                        | Fort Jutphaas 3                         | 52° 2' 16" NB, 5° 6' 3" OL  | 531551 | Meer afbeeldingen                                                                              |
| Fort Jutphaas: Bomvrije remise C. | Bomvrij militair object   | 1860-1880                            |                                        | Fort Jutphaas 3                         | 52° 2' 16" NB, 5° 6' 3" OL  | 531552 | Meer afbeeldingen                                                                              |
| Fort Jutphaas: Bomvrije bergplaats/verbruiksmagazijn D.                                                                                        | Bomvrij militair object   | 1860-1880                            |                                        | Fort Jutphaas 3                         | 52° 2' 16" NB, 5° 6' 3" OL  | 531553 | Meer afbeeldingen                                                                              |
| Fort Jutphaas: Bomvrije bergplaats/verbruiksmagazijn E.                                                                                        | Bomvrij militair object   | 1846-1848                            |                                        | Fort Jutphaas 3                         | 52° 2' 16" NB, 5° 6' 3" OL  | 531554 | Meer afbeeldingen                                                                              |
| Fort Jutphaas: Toegangsbrug. | Fort, vesting en -onderdl |                                      |                                        | Fort Jutphaas 3                         | 52° 2' 14" NB, 5° 5' 59" OL | 531555 | Meer afbeeldingen                                                                              |
| Fort Jutphaas: Rest Damsluis D. | Fort, vesting en -onderdl | 1819                                 |                                        | Fort Jutphaas 3                         | 52° 2' 15" NB, 5° 6' 0" OL  | 531556 | Meer afbeeldingen                                                                              |
| Fort Jutphaas: Damsluis E. | Bomvrij militair object   | 1819                                 |                                        | Fort Jutphaas 3                         | 52° 2' 20" NB, 5° 5' 58" OL | 531557 | Meer afbeeldingen                                                                              |
| Nieuwe Hollandse Waterlinie Cluster 51 Plofsluis                                                                                               | Fort, vesting en -onderdl | 1937-1940                            |                                        | Lekkanaaldijk                           | 52° 2' 5" NB, 5° 6' 54" OL  | 531560 | Meer afbeeldingen                                                                              |
| Nieuwe Hollandse Waterlinie Cluster 52 Batterijen aan de Overeindseweg: Aardwerken met emplacementen en wal.                                   | Bomvrij militair object   | 1872-1873                            |                                        | Overeindseweg 25                        | 52° 2' 20" NB, 5° 6' 60" OL | 531562 | Meer afbeeldingen                                                                              |
| Batterijen aan de Overeindseweg: Wachthuis (gebouw B).                                                                                         | Militair wachtgebouw      | 1872-1873                            |                                        | Overeindseweg 25                        | 52° 2' 20" NB, 5° 6' 60" OL | 531563 | Meer afbeeldingen                                                                              |
| Batterijen aan de Overeindseweg: Bergplaats (gebouw C).                                                                                        | Militaire opslagplaats    | 1872-1873                            |                                        | Overeindseweg 25                        | 52° 2' 20" NB, 5° 6' 60" OL | 531564 | Upload foto                                                                                    |
| Batterijen aan de Overeindseweg: Remise (gebouw E).                                                                                            | Fort, vesting en -onderdl | 1872-1873                            |                                        | Overeindseweg 25                        | 52° 2' 20" NB, 5° 6' 60" OL | 531565 | Upload foto                                                                                    |
| Batterijen aan de Overeindseweg: Mitrailleurkazemat.                                                                                           | Kazemat                   | 1936                                 |                                        | Overeindseweg 25                        | 52° 2' 20" NB, 5° 6' 60" OL | 531566 | Meer afbeeldingen                                                                              |
| Batterijen aan de Overeindseweg: Artillerieloods (gebouw A).                                                                                   | Militaire opslagplaats    | 1872-1873                            |                                        | Overeindseweg 25                        | 52° 2' 19" NB, 5° 6' 58" OL | 531567 | Meer afbeeldingen                                                                              |
| Batterijen aan de Overeindseweg: Fortwachterswoning (gebouw B).                                                                                | Fort, vesting en -onderdl | 1872-1873                            |                                        | Overeindseweg 25                        | 52° 2' 17" NB, 5° 6' 59" OL | 531568 | Meer afbeeldingen                                                                              |
| Batterijen aan de Overeindseweg: Schotbalkkering/sluis.                                                                                        | Fort, vesting en -onderdl | 1930                                 |                                        | Overeindseweg bij 25                    | 52° 2' 17" NB, 5° 6' 59" OL | 531569 | Meer afbeeldingen                                                                              |
| Batterijen aan de Overeindseweg: Brug over inundatiekanaal.                                                                                    | Fort, vesting en -onderdl | 1871                                 |                                        | Overeindseweg bij 25                    | 52° 2' 17" NB, 5° 7' 1" OL  | 531570 | Meer afbeeldingen                                                                              |
| Batterijen aan de Overeindseweg: Gietstalen koepelkazemat type G met afwachtingsruimte.                                                        | Kazemat                   | 1939-1940                            |                                        | 2e Veld                                 | 52° 2' 27" NB, 5° 7' 2" OL  | 531571 | Meer afbeeldingen                                                                              |
| Batterijen aan de Overeindseweg: Inundatiekanaal en onderhoudsweg.                                                                             | Fort, vesting en -onderdl | 1870-1871                            |                                        | 2e Veld                                 | 52° 2' 31" NB, 5° 7' 4" OL  | 531572 | Upload foto                                                                                    |
| Batterijen aan de Overeindseweg: Resten tankversperring.                                                                                       | Versperring               | 1935-1940                            |                                        | Overeindsweg bij 36                     | 52° 2' 17" NB, 5° 7' 13" OL | 531573 | Meer afbeeldingen                                                                              |
| Batterijen aan de Overeindseweg: Groepsschuilplaatsen type P, funderingsplaten.                                                                | Fort, vesting en -onderdl | 1939-1940                            |                                        | 2e Veld                                 | 52° 2' 38" NB, 5° 7' 6" OL  | 531574 | Meer afbeeldingen                                                                              |
| Nieuwe Hollandse Waterlinie Cluster 53 Rond Lekkanaal: Duiker.                                                                                 | Fort, vesting en -onderdl | 1936                                 |                                        | Schipperspad                            | 52° 1' 19" NB, 5° 6' 45" OL | 531578 | Nieuwe Hollandse Waterlinie Cluster 53 Rond Lekkanaal: Duiker.                                 |
| Rond Lekkanaal: Mitrailleurkazemat. | Kazemat                   | 1936                                 |                                        | Sluispad                                | 52° 1' 12" NB, 5° 6' 48" OL | 531580 | Rond Lekkanaal: Mitrailleurkazemat.                                                            |
| Rond Lekkanaal: Schutsluis in de Schalkwijkse Wetering.                                                                                        | Fort, vesting en -onderdl | 1938                                 |                                        | Sluispad / Schalkwijkse Wetering        | 52° 1' 17" NB, 5° 6' 50" OL | 531581 | Meer afbeeldingen                                                                              |
| Rond Lekkanaal: Damsluis. | Fort, vesting en -onderdl | 1884                                 |                                        | Structuurbaan                           | 52° 1' 30" NB, 5° 6' 13" OL | 531582 | Upload foto                                                                                    |
| Rond Lekkanaal: Houten Schotbalkenloods. | Fort, vesting en -onderdl | 1935                                 |                                        | Schipperspad                            | 52° 1' 19" NB, 5° 6' 44" OL | 531584 | Rond Lekkanaal: Houten Schotbalkenloods.                                                       |
| Nieuwe Hollandse Waterlinie Cluster 55 Fort Vreeswijk: Fortaanleg met aardwerken, grachten, (restant) envelope, wegen en militaire landsgrond. | Fort, vesting en -onderdl | 1786                                 |                                        | Fort Vreeswijk 1                        | 52° 0' 20" NB, 5° 5' 58" OL | 531587 | Meer afbeeldingen                                                                              |
| Fort Vreeswijk: Fortwachterswoning. | Fort, vesting en -onderdl | 1880-1900                            |                                        | Fort Vreeswijk 1                        | 52° 0' 21" NB, 5° 5' 57" OL | 531588 | Meer afbeeldingen                                                                              |
| Fort Vreeswijk: Artillerieloods. | Militaire opslagplaats    | 1880-1900                            |                                        | Fort Vreeswijk 1                        | 52° 0' 21" NB, 5° 5' 57" OL | 531589 | Meer afbeeldingen                                                                              |
| Fort Vreeswijk: Munitiebergplaats D. | Militaire opslagplaats    | 1901                                 |                                        | Fort Vreeswijk 1                        |                             | 531590 | Upload foto                                                                                    |
| Fort Vreeswijk: Bergloods. | Militaire opslagplaats    | 1937                                 |                                        | Fort Vreeswijk 1                        |                             | 531591 | Upload foto                                                                                    |
| Rond Lekkanaal: V.I.S-Kazematten | Kazemat                   | 1935-1936                            |                                        |                                         | 52° 0' 19" NB, 5° 6' 10" OL | 531594 | Meer afbeeldingen                                                                              |
| Fort Jutphaas: Fortwachterswoning | Fort, vesting en -onderdl | 1930                                 |                                        | Fort Jutphaas 3                         | 52° 2' 15" NB, 5° 6' 0" OL  | 532154 | Meer afbeeldingen                                                                              |
| Fort Vreeswijk: Gietstalen koepelkazemat. | Fort, vesting en -onderdl | 1939-1940                            |                                        |                                         | 52° 1' 45" NB, 5° 6' 56" OL | 532454 | Upload foto                                                                                    |